# آدم بارتش
آدم بارتش (بالألمانية: Adam von Bartsch)‏ (و. 1757 – 1821 م) هو مؤرخ الفن، وكاتب، ورسام، ونقاش ‏، ورسام توضيحي نمساوي، ولد في فيينا، توفي عن عمر يناهز 64 عاماً.